# 20969 Samo
20969 Samo (1979 SH) là một tiểu hành tinh vành đai chính được phát hiện ngày 17 tháng 9 năm 1979 bởi A. Mrkos ở Klet.